# Paolo Emilio
Paolo Coimi dit Paolo Emili ou Emilio (en latin Paulus Æmilius Veronensis, appelé en France Paul Émile), né à Vérone vers 1455, installé en France dans les années 1480, mort à Paris le 5 mai 1529, est un humaniste italien, orateur et historiographe, auteur d'une histoire de France en latin rédigée suivant les normes de l'humanisme.

## Biographie
Il se rendit dans sa jeunesse à Rome pour y étudier la théologie, et il s'y attacha au cardinal de Bourbon, qui l'amena en France en 1483 ou 1487. Un membre de sa famille, nommé Ambrogio, avait déjà été secrétaire du duc d'Orléans sous Charles VI. Il composa dès 1487 un Essai sur les antiquités des Gaules dédié à son protecteur. Après la mort du cardinal de Bourbon (septembre 1488), il enseigna brièvement la rhétorique à Paris, mais un acte authentique du 15 mai 1489 lui donne déjà le titre d'« orateur et chroniqueur du roi », à l'époque Charles VIII, avec un traitement annuel de 180 livres. Dans les années 1490, il se lia à Paris à Jacques Lefèvre d'Étaples, Guillaume Budé, Robert Gaguin, Érasme, et son compatriote Fauste Andrelin. C'est Étienne Poncher, évêque de Paris à partir de 1503, qui l'aurait engagé à publier une histoire de la monarchie française depuis l'origine en adoptant la forme des ouvrages de l'humanisme italien, c'est-à-dire en rompant clairement avec la tradition médiévale des chroniques. Pour le soutenir financièrement, l'évêque le fit chanoine de sa cathédrale.
L'élaboration de l'ouvrage fut longue et minutieuse. Quatre premiers livres, sous le titre De rebus gestis Francorum, parurent au début de l'année 1516, allant du règne légendaire de Pharamond à celui de Philippe Ier ; au cours du premier semestre 1519 furent publiés deux autres livres, allant jusqu'à Philippe Auguste ; en 1520, un septième allait jusqu'à Philippe le Hardi. À sa mort, le 5 mai 1529, il avait terminé les livres huit et neuf, et travaillait sur le livre dix (jusqu'à Charles VIII). Ce dernier livre fut mis en forme par un autre Véronais nommé Daniel Zavarisi, peut-être son parent, d'après les notes qu'il avait laissées (sans doute en Italie, car le manuscrit fut transmis par Pierre Danes), et l'ensemble parut en 1539 chez les libraires parisiens Michel de Vascosan et Galliot du Pré : De rebus gestis Francorum usque ad 1488 libri X. L'ouvrage reçut des prolongements : par Arnoul Le Ferron (1515-1563), qui ajouta neuf livres jusqu'au règne d'Henri II (Paris, Michel de Vascosan, 1555) ; par Jacob Henricpetri (1570-1641), libraire-imprimeur de Bâle, dans une édition de 1601. D'autre part, une traduction italienne (de Michele Tramezzini) fut publiée à Venise dès 1549, une allemande (de Christian Wurstisen) à Bâle en 1572. Des traductions françaises partielles parurent en 1556 (les cinq premiers livres par Jean Regnart et les deux premiers par Simon de Monthiers), et la traduction entière, par Jean Regnart, fut publiée en 1581 (L'histoire des faits, gestes et conquestes des roys... de France...).
Paul-Émile fut inhumé dans la cathédrale Notre-Dame, où sa tombe se trouve du côté nord. Il avait joui de son vivant d'un très grand prestige dans les milieux humanistes français : selon le témoignage d'Érasme, une intervention de lui donnait accès à la cour à un écrivain. Son ouvrage fut considéré comme le premier en France relevant de l'historiographie de l'époque moderne : esprit critique, discussion de sources, sens du vraisemblable, grande réserve vis-à-vis des légendes traditionnelles ou du merveilleux (cf. « Franci se Troja oriundos esse contendunt », « Les Français prétendent qu'ils sont originaires de Troie »). Littérairement, ce n'est plus une compilation de récits divers, il y a une composition d'ensemble. Mais son latin froid, classique, uniforme, gommant toute couleur historique, racontant le Moyen Âge sur le modèle de Tite-Live, présente aussi des inconvénients. Il prête des discours aux personnages historiques à l'imitation des auteurs de l'Antiquité.

## Publications
- De rebus gestis Francorum libri VII, 1520 lire en ligne sur Gallica
- Pauli Aemylii Veronensis historici clarissimi, De rebus gestis Francorum, ad christianissimum Galliarum regem Franciscum Valesium, eius nominis primum, libri decem, ex postrema auctoris recognitione. Additum est De regibus item Francorum Chronicon, ad haec usque tempora studiosissimè deductum, cum rerum maximè insignium indice copiosissimo, imprimebat Michaël Vascosanus sibi, & Galeoto à Prato, Parisiis, 1543 (lire en ligne)
- Chronicon de iisdem regibus, a Pharamundo vsque ad Henricum 2 Chronicon de regibus Francorum, a Pharamundo vsque ad Henricum II, apud Vascosanum, via Iacobaea, ad insigne Fontis, Parisiis, 1548 (lire en ligne)
- Pauli Aemylii Veronensis Historici clarissimi, ad christianissimum Galliarum regem Franciscum Valesium, eius nominis primum, libri decem, ex postrema authoris recognitione. Additum est de regibus item Francorum Chronicon, ad hæc usque tempora studiosissimè deductum, cum rerum maximè insignium indice copiosissimo, ex officina M. Vascosani, uia Iacobæa ad insigne Fontis, Lutetiae (Paris), 1550[4]
- De rebus gestis Francorum, libri decem; duobus voluminibus compraehensi. Volumen primum, 1642 [lire en ligne]